# Бауер Ервін Симонович
Ба́уер Е́рвін Симо́нович (19 жовтня 1890 — 11 січня 1938) — видатний радянський біолог-теоретик.

## Біографія
Народився 19 жовтня 1890 року в місті Леч в Австро-Угорщині, (нині м. Левіце в Словаччині), в сім'ї Симона Бауера, викладача французької та німецької мов в реальному училищі. Закінчив медичний факультет у Геттінгені в Німеччині, де займався гістологією і патологічною анатомією. У 1914 р. склав іспит на лікаря і був мобілізований до австро-угорської армії. У 1915—1918 рр. працював у гарнізонній лікарні.
Його перша дружина — відома угорська письменниця Маргіт Каффка і їхній маленький син померли в 1918 р. від грипу. Захопившись соціалістичними ідеями, Бауер став комуністом і взяв участь в угорській революції 1919 р. Після її придушення восени 1919 р. разом з другою дружиною, Стефанією Силард, емігрує до Відня, потім до Геттінгена. У 1921 р. вони приїжджають до Праги, де Бауер стає асистентом професора Ружчки у відділі загальної біології та експериментальної морфології Карлова університету.
У 1925 р. на запрошення директора Інституту професійних захворювань ім. Обуха в Москві Бауер переселяється до СРСР і працює в лабораторії загальної біології. У 1931 р. організує лабораторію загальної біології в новоствореному Біологічному інституті ім. К. А. Тімірязєва. У 1934 р. переїхав з родиною до Ленінграда, куди був запрошений до новоствореного Всесоюзного інституту експериментальної медицини (ВІЕМ) для організації відділу загальної біології з лабораторіями: загальної біології, ракової, обміну речовин, біологічної та фізичної хімії, електробіологічної, біофізичної тощо. Під егідою ВІЕМ було видано головну працю Бауера «Теоретическая биология». У 1937 р. Бауер і його дружина були заарештовані і загинули в ГУЛАГу, а їхні діти, малолітні сини Михайло і Карл, були віддані до дитячих будинків.
Бауер був засуджений і розстріляний у 1938 р..

## Принцип сталої нерівноваги живих систем
Бауер не займався спеціально питаннями простору і часу, але його конкретні дослідження проблем теоретичної біології безпосередньо пов'язані з ними і дають для них важливі наведення. У своїй головній книзі Бауер сформулював принцип сталої нерівноваги живих систем:

«Всі і тільки живі системи ніколи не бувають у рівновазі і постійно виконують за рахунок своєї вільної енергії роботу проти рівноваги, визначеної законами фізики та хімії за існуючих зовнішніх умов».

(Теоретическая биология, с. 43).
Цей принцип є визначальним для кардинального розрізнення працюючої живої системи і працюючої механічної системи або машини.
Нерівновага означає, стверджує Бауер, що всі структури живих клітин на молекулярному рівні заздалегідь заряджені «зайвою», надлишковою в порівнянні з такою ж неживою молекулою енергією, що виражається в нерівності потенціалів, у створеному хімічному чи електричному градієнті, тоді як в неживої замкнутій системі будь-які градієнти розподіляються відповідно до правила ентропії рівномірно. Цю «зайву» енергію, що існує в живих клітинах на будь-якому рівні, Бауер називає «структурною енергією» і розуміє як деформацію, нерівновагу в будові живої молекули.
Сенс принципу сталої нерівноваги полягає в біофізичних аспектах напрямку руху енергії в живих системах. Бауер стверджує, що робота, вироблена даною структурою живої клітини, виконується лише за рахунок нерівноваги, а не за рахунок надходження енергії іззовні, тоді як в машині робота виконується безпосередньо від зовнішнього джерела енергії. Організм витрачає зовнішню енергію, що надходить, не на роботу, а тільки на підтримку даних нерівноважних структур.

"Отже, для збереження їх, тобто умов системи, необхідно їх постійно оновлювати, тобто постійно витрачати роботу. Таким чином, хімічна енергія їжі споживається в організмі для створення вільної енергії структури, для побудови, відновлення, збереження цієї структури, а не безпосередньо перетворюється на роботу ".

(Там же, с. 55). Необхідна ж по функції цієї структури робота виконується автоматично, за рахунок мимовільного випрямлення структурної деформації.
Таким чином, організм займається тільки створенням нерівноважності, або нерівноважних молекулярних структур, а кожна дана функція виконується за рахунок їх прагнення до рівноваги.
У цій центральній теоретичній побудові Б. закладена можливість відшукання деякого біологічного ритму, нерозривно пов'язаного з просторовою будовою живих клітин. Нерівноважна будова живої матерії не залишається пасивною і постійною, вона ритмічно заряджається й розряджається спонтанно відповідно до виконуваної функції. Бауер наводить емпіричні дані, які він зміг виявити, для характеристики чи оцінки тривалості зарядки, яка не буває миттєвою, як не буває миттєвою і релаксація живої молекули, яка наступає незалежно від того, здійснена робота чи ні. Цей час перебування молекули в зарядженому стані і може вважатися показником біологічного ритму, а також основним процесом, оскільки виявлений на біофізичному рівні і, можливо, є загальним для будь-яких структур в організмі будь-якого еволюційного рівня. Узагальнюючи дослідження того часу, Бауер приходить до висновку, що у вільному, незв'язаному стані, поза організмом, вирівнювання потенціалу зарядженої молекули відбувається за 10-8-10-7 сек. «Якщо ж молекули асоційовані або тим більше включені в ґрати кристала, так що вже не можна говорити про окремі молекулах, то вирівнювання порушеного деформованого стану триватиме значно довше.» (Там само, с. 191—192). Наскільки саме довше, таких даних у полі зору Бауера не було, тому залишилося тільки саме загальне припущення. Ці дані з'явилися вже після смерті Бауера в роботах інших вчених.
Таким чином ці конкретні спостереження Бауера, що випливають з його принципу нерівноважності живої системи, дають дослідникам біологічного часу та іншим теоретикам підстави для подальшої роботи в даному напрямку.

## Друковані праці
- Бауэр Э. Введение в экспериментальное изучение наследственности // Приложение 8-e к «Трудам по прикладной ботанике», 1913
- Бауэр Э. С. Физические основы в биологии. — М.: Изд-во Мособлздравотдел, 1930. — 103 с.
- Бауэр Э. С. Теоретическая биология. — М., Л.: Изд-во ВИЭМ, 1935. — 206 с.